# Diego Jóhannesson
Diego Jóhannesson Pando (Villaviciosa, 3 oktober 1993) is een IJslands-Spaans voormalig voetballer die doorgaans speelde als rechtsback. Tussen 2014 en 2024 was hij actief voor Real Oviedo, FC Cartagena en Albacete Balompié. Jóhannesson maakte in 2016 zijn debuut in het IJslands voetbalelftal en kwam uiteindelijk tot drie interlandoptredens.

## Clubcarrière
Jóhannesson speelde in de jeugd van Sporting Gijón, waarna hij overstapte naar Llano 2000. In 2011 kwam de verdediger terecht in de opleiding van Real Oviedo. Voor die club maakte hij zijn debuut op 12 oktober 2014. Op die dag werd met 4–1 verloren van Racing Ferrol. De IJslander begon in de basis en hij speelde de gehele wedstrijd mee. In zijn eerste seizoen in het eerste elftal werd Jóhannesson met Oviedo kampioen en daardoor promoveerde de club naar de Segunda División A. In de zomer van 2017 werd het contract van de IJslander verlengd tot en met het seizoen 2018/19. Bijna twee jaar later werden nog twee seizoen en toegevoegd aan het contract.
Halverwege het seizoen 2019/20 werd Jóhannesson voor de tweede seizoenshelft verhuurd aan FC Cartagena. Op het moment dat de competitie werd stilgelegd door de coronapandemie stond Cartagena bovenaan. Hierdoor mocht het in juli meedoen aan de play-offs. Na strafschoppen werd de finale van Atlético Baleares gewonnen, waardoor Cartagena kampioen werd. Tijdens het seizoen 2020/21 keerde hij terug naar Oviedo, waar hij dat jaar zeven competitiewedstrijden speelde.
Voor het seizoen 2021/22 vond hij onderdak bij Albacete Balompié. Hij tekende bij de ploeg, die net naar de Primera División RFEF gedegradeerd was, een contract van twee seizoenen. Hij werd een van de basisspelers waardoor de ploeg op een derde plaats uitkwam en dankzij de eindronde de promotie naar het professionele voetbal behaalde. Medio 2024 vertrok Jóhannesson bij Albacete, waarna hij op dertigjarige leeftijd een punt achter zijn actieve loopbaan zette.

## Clubstatistieken
| Seizoen | Club              | Competitie            | Competitie | Competitie | Beker | Beker | Internationaal | Internationaal | Totaal | Totaal |
| Seizoen | Club              | Competitie            | Wed.       | Dlp.       | Wed.  | Dlp.  | Wed.           | Dlp.           | Wed.   | Dlp.   |
| ------- | ----------------- | --------------------- | ---------- | ---------- | ----- | ----- | -------------- | -------------- | ------ | ------ |
| 2014/15 | Real Oviedo       | Segunda División B    | 13         | 0          | 4     | 0     | —              | —              | 17     | 0      |
| 2015/16 | Real Oviedo       | Segunda División A    | 18         | 0          | 0     | 0     | —              | —              | 18     | 0      |
| 2016/17 | Real Oviedo       | Segunda División A    | 17         | 0          | 1     | 0     | —              | —              | 18     | 0      |
| 2017/18 | Real Oviedo       | Segunda División A    | 32         | 4          | 0     | 0     | —              | —              | 32     | 4      |
| 2018/19 | Real Oviedo       | Segunda División A    | 36         | 2          | 0     | 0     | —              | —              | 36     | 2      |
| 2019/20 | Real Oviedo       | Segunda División A    | 5          | 0          | 0     | 0     | —              | —              | 5      | 0      |
| 2019/20 | → FC Cartagena    | Segunda División B    | 9          | 0          | 0     | 0     | —              | —              | 9      | 0      |
| 2020/21 | Real Oviedo       | Segunda División A    | 7          | 1          | 2     | 0     | —              | —              | 7      | 1      |
| 2021/22 | Albacete Balompié | Primera División RFEF | 26         | 0          | 0     | 0     | —              | —              | 26     | 0      |
| 2022/23 | Albacete Balompié | Segunda División A    | 0          | 0          | 0     | 0     | —              | —              | 0      | 0      |
| 2023/24 | Albacete Balompié | Segunda División A    | 0          | 0          | 0     | 0     | —              | —              | 0      | 0      |
| Totaal  | Totaal            | Totaal                | 163        | 7          | 7     | 0     | 0              | 0              | 170    | 7      |

## Interlandcarrière
Jóhannesson maakte in 2016 zijn debuut in het IJslands voetbalelftal. Op 31 januari werd in een oefenduel met 3–2 verloren van de Verenigde Staten. Kristinn Steindorsson en Aron Sigurðarson scoorden voor de IJslanders, maar treffers van Jozy Altidore, Michael Orozco en Steve Birnbaum zorgden voor een Amerikaanse overwinning. Jóhannesson mocht van bondscoaches Lars Lagerbäck en Heimir Hallgrímsson in de rust invallen voor Guðmundur Thórarinsson. De andere debutanten dit duel waren Hjörtur Hermannsson (PSV), Aron Elís Þrándarson (Aalesunds FK), Aron Sigurðarson (UMF Fjölnir) en Ævar Ingi Jóhannesson (KA).
| Interlands van Diego Jóhannesson voor IJsland | Interlands van Diego Jóhannesson voor IJsland | Interlands van Diego Jóhannesson voor IJsland | Interlands van Diego Jóhannesson voor IJsland | Interlands van Diego Jóhannesson voor IJsland | Interlands van Diego Jóhannesson voor IJsland |
| №                                             | Datum                                         | Wedstrijd                                     | Uitslag                                       | Competitie                                    | Goals                                         |
| Als speler bij Barnsley                       | Als speler bij Barnsley                       | Als speler bij Barnsley                       | Als speler bij Barnsley                       | Als speler bij Barnsley                       | Als speler bij Barnsley                       |
| --------------------------------------------- | --------------------------------------------- | --------------------------------------------- | --------------------------------------------- | --------------------------------------------- | --------------------------------------------- |
| 1                                             | 31 januari 2016                               | Verenigde Staten – IJsland                    | 3 – 2                                         | Vriendschappelijk                             |                                               |
| 2                                             | 8 november 2017                               | Tsjechië – IJsland                            | 2 – 1                                         | Vriendschappelijk                             |                                               |
| 3                                             | 14 november 2017                              | Qatar – IJsland                               | 1 – 1                                         | Vriendschappelijk                             |                                               |

## Erelijst
| Competitie         |             |             |             |             |
| Competitie         | Aantal      | Jaren       |             |             |
| Real Oviedo        | Real Oviedo | Real Oviedo | Real Oviedo | Real Oviedo |
| ------------------ | ----------- | ----------- | ----------- | ----------- |
| Segunda División B | 1           | 2014/15     |             |             |
| FC Cartagena       |             |             |             |             |
| Segunda División B | 1           | 2019/20     |             |             |